# Андерсонов саламандър
Андерсонов саламандър (Echinotriton andersoni) е вид земноводно от семейство Саламандрови (Salamandridae). Видът е застрашен от изчезване.

## Разпространение
Разпространен е в Япония.
Регионално е изчезнал в Провинции в КНР и Тайван.